# Сиволап, Иван Кузьмич
Иван Кузьмич Сиволап (1909—1968) — советский государственный деятель.

## Биография
В 1932 году окончил Киевский технологический институт пищевой промышленности. Кандидат экономических наук (1946).
- 1926—1927 — агитатор райкома ЛКСМ Украины, с. Верблюжка Зиновьевский округ.
- 1927—1929 — курсант кооперативной профсоюзной школы, г. Александрия.
- 1929—1932 — студент Киевского технологического института, одновременно с 1931 года пропагандист ЦК ЛКСМ Украины, Одесская область.
- 1932—1937 — старший научный сотрудник, заместитель заведующего экономического отдела ВНИИ спиртовой промышленности.
- 1937—1940 — заместитель, затем начальник Планово-экономического отдела Наркомата пищевой промышленности СССР.
- 1940—1941 — член Хозяйственного совета по товарам широкого потребления при Совнаркоме СССР.
- 1941—1946 — заместитель наркома (министра) пищевой промышленности СССР[1].
- 1946—1947 — заместитель министра вкусовой промышленности СССР.
- 1947—1949 — член Бюро по пищевой промышленности при Совмине СССР.
- 1949 — первый заместитель министра мясомолочной промышленности СССР.
- 1949—1951 — первый заместитель министра пищевой промышленности СССР.
- 1951—1953 — министр пищевой промышленности СССР. В связи с изменением структуры Правительства СССР, министерство пищевой промышленности объединяется в числе других в министерство легкой и пищевой промышленности, которое возглавил Косыгин.
- 1953 — первый заместитель министра лёгкой и пищевой промышленности СССР.
- 1953—1956 — первый заместитель министра промышленности продовольственных товаров СССР.
- 1956—1957 — заместитель председателя Госэкономкомиссии Совмина СССР по текущему планированию народного хозяйства
- 1957—1958 — начальник отдела пищевой промышленности Госплана СССР *.
- 1958—1960 — заведующий отделом экономики ВНИИ спиртовой промышленности.
- 1960—1963 — помощник председателя Государственного научно-экономического совета Совмина СССР.
- 1963—1965 — помощник председателя Госплана СССР.
- 1965—1968 — начальник отдела пищевой промышленности Госплана СССР.
- В ноябре 1957 за «допущенные злоупотребления служебным положением в личных, корыстных целях» исключен из КПСС и вскоре уволен с должности. В 1958-60 заведующий отделом экономики ВНИИ спиртовой промышленности. В апреле 1959 восстановлен в КПСС. С 1960 работал в Государственном научно-экономическом совете и Госплане СССР.

Скончался 17 октября 1968 года, похоронен в Москве на Новодевичьем кладбище

## Награды и звания
- орден Трудового Красного Знамени